# Red5
Red5 ist ein freier Streaming-Server für das Real Time Messaging Protocol (RTMP).
Er wird als freie Software auch im Quelltext unter den Bedingungen der Apache Public License 2.0 verbreitet.
Er ist in Java geschrieben. Die erste öffentliche Version (0.2) stammt vom 21. Oktober 2005. Er wurde auf Basis der Nachkonstruktion von Adobes proprietärem Real Time Messaging Protocol und des Action Message Format (AMF) erstellt. Er steht in Konkurrenz zum proprietären Adobe Media Server von Adobe Systems.
Die Software wird unter anderem bei Facebook eingesetzt. Als Bestandteil der Online-Konferenz-Software OpenMeetings wird es auch wiederum als Teil von Lernplattformen wie Stud.IP, Moodle und Dokeos eingesetzt.

## Merkmale
Er unterstützt Streaming und Aufzeichnung von Audio- und Video-Inhalten, die Veröffentlichung von Live Streams und das Konzept des Flash Remoting, womit Objekte und Methodenaufrufe zwischen Flash-Programmen (zum Beispiel Web-Anwendung und Anwendungsserver) versendet werden können und so beispielsweise Flash-Anwendungen im Hintergrund mit einem Red5-Server kommunizieren können.
Audio-Inhalte können in MP3 oder AAC, Video als Flash Video oder in H.264 gestreamt werden.
Red5 unterstützt weiterhin
- verschlüsselte Verbindungen (RTMPS)
- Skripting (des Servers) mit ActionScript (AS)
- Serverlastverteilung (mit Multiplexing RTMP und der Clustering-Software Terracotta)[3]